# Krzyż harcerski

Krzyż harcerski nr 87 MW MET – 1973 rok – eksponat Muzeum Miniaturowej Sztuki Profesjonalnej Henryk Jan Dominiak w Tychach – wymiary 31 x 31 mm

Krzyż harcerski – odznaka harcerska stosowana w większości organizacji harcerskich w Polsce (wyjątek stanowi SHK Zawisza, które używa, jak całe FSE, krzyża FSE, przypinanego do beretu nad lewą skronią).
Krzyż jest nadawany członkom organizacji harcerskiej podczas przyrzeczenia harcerskiego. Zuchy zamiast krzyża harcerskiego noszą znaczek zucha. Harcerze przed przyrzeczeniem na miejscu krzyża noszą lilijkę.

## Historia odznaki
W pierwszym numerze czasopisma „Skaut” z 15 października 1911 roku Andrzej Małkowski ogłosił konkurs „na polską odznakę skautową”. W odpowiedzi na ten konkurs nadesłano 84 prace. Wśród nich znalazł się projekt, który opracował ks. Kazimierz Lutosławski. Opis tego projektu, który zajął 3 miejsce w konkursie, znalazł się wraz z wynikami konkursu w 8 numerze pisma "Skaut" z 1912 r.:

Na tarczy okrągłej dwie szable, poniżej polski krzyż wojskowy Virtuti Militari z napisem "Bóg i Ojczyzna" – nad nim orzeł w locie – przy górnej krawędzi napis Czuwaj !

Żadna z prac nie wydała się na tyle interesująca, by od razu wprowadzić ją do użytku, toteż w końcu 1912 roku Naczelna Komenda Skautowa wyznaczyła do dalszych prac nad projektem ks. Kazimierza Lutosławskiego, Alfonsa Borkiewicza i Czesława Jankowskiego (pseud. Żwawy Burek). Po wprowadzeniu do projektu szeregu zmian powstała odznaka: krzyż wzorowany na Orderze Virtuti Militari. Pierwsze odznaki wręczono prawdopodobnie już we wrześniu 1913 roku na zakończenie kursu instruktorskiego zorganizowanego przez Naczelną Komendę Skautową na Dynasach. Stąd początkowo odznaki stosowane były głównie w drużynach warszawskich. 
Kazimierz Lutosławski w swojej książce Czuj duch! Szesnaście gawęd obozowych o idei skautingu, wydanej pod nazwiskiem ks. Jana Zawady, symbolikę krzyża (wersji z lat 1913-1915) opisał następująco:

Wianek z dębu i wawrzynu oznacza cele do zdobycia: siłę i umiejętność, sprawność i wiedzę. Oplata on główny symbol skautowy: krzyż z hasłem »Czuwaj«. Kształt tego krzyża jest dawny: takiego użyto do naszego orderu waleczności: »Virtuti Militari«; uprzytamnia on w szczególności obowiązek dzielności. Ma on pośrodku kółko — symbol doskonałości, a w nim gwiazdę promienną, jakby światło przewodnie: ad astra! A sam krzyż znaczy: per aspera, bo wskazuje ciężką, cierniami walki z własnymi słabościami usłaną drogę, a przy tym oznacza też gotowość do walki i do wszelkich poświęceń — aż do męczeństwa za wiarę, aż do śmierci za Ojczyznę: Bóg i Ojczyzna są treścią wewnętrzną tego znaku. Hasło »Czuwaj« na nim — to pobudka, ostrzeżenie: oznacza gotowość ducha do pracy nieustannej. 
Pole, prążkowane tylko pośrodku, oznaczaćby mogło ochotnika, gwiazdka srebrna — skauta II klasy, złota by ją zastąpić mogła po zdaniu egzaminu na skauta I. klasy.

Najprawdopodobniej już w roku 1915 miejsce gwiazdy zaczęła zajmować wzorowana na lilijce skautowej lilijka harcerska. 
4 grudnia 1916 r. Komenda Naczelna ZHP (pismem nr L. 11.) wydała pierwszy formalny rozkaz (Instrukcja organizacyjna L. 2.) ustalający odznaki ZHP: lilijkę ze zmianą liter P.O.S. na Z.H.P. i krzyż harcerski będący odznaką stopnia wykształcenia harcerskiego (III, II i I stopień).
Ostateczny kształt Krzyża Harcerskiego został ustalony podczas konferencji zjednoczeniowej ZHP w dniach 1–2 listopada 1918 jako odznaka polskiego harcerstwa.

## Wygląd odznaki

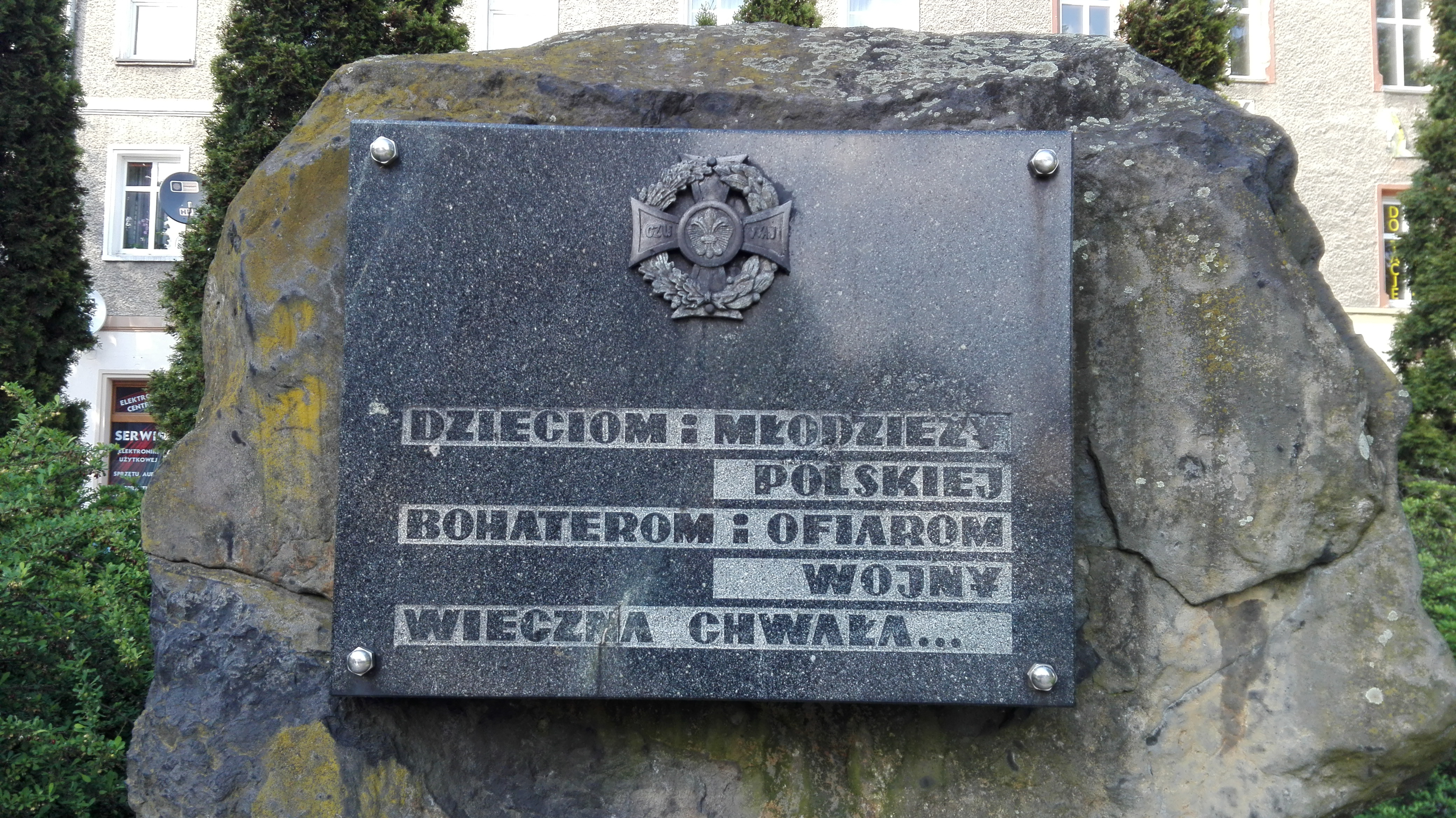
Krzyż na pomniku harcerskim w Prudniku

Krzyż harcerski ma kształt krzyża równoramiennego, wzorowanego na odznaczeniu Virtuti Militari. Krzyż otacza wieniec dębowo-laurowy. Pośrodku w kręgu znajduje się lilijka z odchodzącymi na boki promieniami. Na poziomych ramionach krzyża widnieje napis "Czuwaj".
Krzyż wykonany jest ze srebrnego, oksydowanego metalu.
Nabijanymi na nim srebrnymi i złotymi elementami (lilijką, kręgiem i wieńcem) oznacza się kolejne stopnie harcerskie.
Od tego modelowego rysunku krzyża odchodzono kilkakrotnie – na wielu, szczególnie przedwojennych krzyżach. Po obu stronach znajduje się wieniec dębowy lub, zamiast laurowego, półwieniec z trójdzielnych liści głogu. Także na niektórych krzyżach powojennych próżno szukać wieńca laurowego, gdyż powtarzano wzór przedwojenny.
Poszczególne wzory różnią się między sobą ze względu na wykonawstwo matryc grawerskich zlecanych przez Naczelnictwo. Również po wybuchu II wojny światowej wykonywano krzyże w Palestynie, Afryce, Indiach i Argentynie. Także w obozach jenieckich i koncentracyjnych.
Po II wojnie światowej w obozach przejściowych na terenie Niemiec również wykonywano różniące się wzory krzyży. Jeden z tych wzorów przejęło ZHP poza granicami kraju z siedzibą w Londynie. Osobnym zagadnieniem są tzw. "wzory lokalne" w Poznaniu i Krakowie (bite w srebrze), po 1945, wykonywane za zezwoleniem Naczelnictwa. Również po 1945 i kolejno po 1956 spotykane są bicia krzyży z matryc niezatwierdzonych przez władze ZHP – w Warszawie, Rzeszowie (mniejszy), Łodzi, Krakowie i Poznaniu, mimo monopolu Mennicy Państwowej na bicie krzyża.
Taki stan rzeczy ma miejsce również współcześnie, co owocuje wzorami niezgodnymi z pierwowzorem, nierzadko w sposób rażący.
Krzyż harcerski od dawna jest symbolem patriotycznym, którego ranga i rola daleko wykracza poza ruch harcerski. Jest też obiektem kolekcjonerskim, gromadzonym w swych odmianach przez licznych zbieraczy i muzea.

## Symbolika odznaki
Wzorowany na orderze Virtuti Militari, który przyznawany jest za szczególne męstwo i oddanie w służbie ojczyźnie. Dewizą krzyża harcerskiego jest łacińska maksyma per aspera ad astra (przez trudy do gwiazd).
Symbolika krzyża harcerskiego
- Krzyż – symbol walki ze słabościami, gotowości do poświęceń[4]
- Krąg – symbol doskonałości[4], do jakiej dąży harcerska rodzina. Niektórzy twierdzą, że jest to też symbol harcerskiego kręgu, w którym wszyscy są równi i panują braterskie relacje. Inni dodają, że to oznaka ogromnej woli tworzenia kręgu, z którego promieniować będzie prawość myśli, słów i czynów.
- Lilijka – symbol czystości (zobacz też: lilia), nawiązujący też do wskazującej drogę igły kompasu
- Promienie – biegnące od lilijki oznaczają dążenie harcerstwa do promieniowania na cały świat wartościami, radością, dobrem. Oznaczają one także wszechstronność rozwoju harcerskiego.
- Węzeł – na wieńcu, jak węzeł na chuście ma przypominać o obowiązku wypełnienia przynajmniej jednego dobrego uczynku dziennie. Są takie środowiska, w których wolno rozwiązać chustę (a więc rozebrać się i pójść na spoczynek) dopiero po spełnieniu dobrego uczynku. Symbolizuje on również węzeł przyjaźni harcerzy.
- Pół-wieniec z liści dębowych – liście dębowe od dawien dawna symbolizują męstwo i odwagę. Wieniec z liści dębowych mieli prawo nosić tylko ludzie władający ogromną siłą – ducha, mięśni, czy magii. Cechy te – męstwo i dzielność, powinny być również udziałem każdego harcerza.
- Pół-wieniec z liści wawrzynu (lauru) – liście laurowe (wawrzynowe) są symbolem zwycięstwa. Wieniec z liści laurowych nosili autorzy największych wiktorii, rzymscy cesarze. Dla harcerza liście laurowe oznaczają zwycięstwo nad własnymi słabościami.
- Ziarenka piasku – ramiona krzyża harcerskiego wypełnione są ziarenkami piasku, które symbolizują liczną rodzinę harcerską; (Ile ziarenek piasku na plaży, ile gwiazd na niebie, tylu harcerzy na świecie). Inna interpretacja mówi, że są to nierówności symbolizujące kamienie na drodze życia, perły dobrych uczynków, trudy i znoje, radości i smutki jakie harcerz spotyka na swojej drodze życia.
- Puste miejsce – pomiędzy ziarenkami piasku pozostawione jest miejsce, które symbolizuje, że jest jeszcze miejsce dla nowych harcerzy
- Ramię lilijki wskazujące północ – igła w kompasie harcerza.
- Hasło "Czuwaj" – pobudka i ostrzeżenie[4], tradycyjne pozdrowienie harcerskie, które przypomina harcerzowi, że powinien być zawsze gotowy do pracy[4] i służby Bogu i Polsce oraz czujny
- Ramiona – cztery strony świata
- Dwie gwiazdki na lilijce – Prawo i Przyrzeczenie Harcerskie[8] lub czujne oczy skauta[9]
- Trzy żołędzie na liściach dębowych – trzy Rozbiory Polski[8]
- Dwie oliwki na liściach laurowych – dwie wojny światowe[8]

## Numeracja
Numerowanie krzyży harcerskich odbywało się od 1916 roku, od powstania ZHP zawsze na poziomie Naczelnictwa ZHP (Seria i numer), do II wojny światowej i na obczyźnie. Po wojnie nadal tak postępowano, do 1949 roku.
Po reaktywowaniu ZHP w 1956 roku również Mennica Państwowa przestrzegała tej zasady do lat 1965/66. (Formalnie, zapis o numerowaniu krzyża na odwrocie zniknął z Regulaminu Mundurowego w 1976).
Po zaniechaniu numerowania przez Mennicę, wiele środowisk harcerskich, hufców, a nawet drużyn i szczepów na własną rękę numerowało i nadal numeruje krzyże.
Ścisłe, prawie kompletne rejestry serii i numeracji, rozkazy i dokumentację krzyża zebrał w obszernej monografii "Krzyż harcerski" Tomasz Sikorski.
W ZHR i SH krzyże numerowane są do dzisiaj. W ZHP niektóre środowiska nadal kontynuują numeracje krzyży harcerskich np. w Chorągwi Krakowskiej.
W dniu 6 maja 2013 roku Decyzja Komendanta Chorągwi Dolnośląskiej ZHP nr 6/2013 zostały wprowadzone w Chorągwi Dolnośląskiej ZHP numerowane krzyże harcerskie oraz ich ewidencja.

## Spór o prawa do używania znaku

### Tło historyczne
W 1989 powołano alternatywne wobec Związku Harcerstwa Polskiego organizacje harcerskie: w lutym – Związek Harcerstwa Rzeczypospolitej, w marcu – Związek Harcerstwa Polskiego rok założenia 1918. W 2 dni po zakończeniu obrad Okrągłego Stołu Sejm PRL przyjął ustawę z dnia 7 kwietnia 1989 r. Prawo o stowarzyszeniach. Artykuł 46 ustawy stanowił, że: ZHP zachowuje dotychczasowe uprawnienia do posługiwania się nazwą, mundurem, odznakami i symboliką harcerską. Uprawnienia ZHP w tym zakresie nie mogą być naruszane przez inne stowarzyszenia. 
Przyjęcie takiego zapisu (wykreślonego w nowelizacji ustawy dokonanej dnia 23 lutego 1990 r.), przy jednoczesnym powstawaniu nowych organizacji harcerskich, stanowiło potencjalne zarzewie konfliktu o prawo do używania symboli harcerskich, w tym krzyża harcerskiego. Z jednej strony Związek Harcerstwa Polskiego używał symboli harcerskich od dziesięcioleci, a w okresie PRL był jedyną legalnie istniejącą organizacją harcerską, a zatem jedynym ich dysponentem. Z drugiej strony powoływane przez działających dotąd w ZHP instruktorów nowe organizacje w znacznie większym stopniu niż ówczesne ZHP odwoływały się do tradycji ideowej skautingu i harcerstwa polskiego lat 1918-1939 oraz zasad etyki chrześcijańskiej, przyjmowały tradycyjne, odrzucone przez ZHP Prawo Harcerskie i rotę Przyrzeczenia (z Bogiem), stosowały m.in. system stopni harcerskich z ich historycznymi nazwami i oznaczeniami.
W kolejnych latach mimo istnienia wielu organizacji harcerskich kwestii używania harcerskich symboli nie uregulowano.

### Rejestracja znaku towarowego
W 2000 ZHP złożył w Urzędzie Patentowym RP wniosek o ochronę prawną wzoru. 1 marca 2004 urząd przyznał prawo ochronne nr 152214 na "słowno-graficzny znak towarowy CZUWAJ", czyli krzyż harcerski. Prawem tym zarządzała Główna Kwatera Związku Harcerstwa Polskiego.
W kwietniu 2005 do Urzędu Patentowego wpłynął sprzeciw Związku Harcerstwa Rzeczypospolitej wobec tej decyzji. Na rozprawach w latach 2005–2010 strony skarżąca i uprawniona w różnorodny sposób uzasadniały swoje racje: 
|                                                                                 | Przedstawiciele władz ZHP twierdzili, że... | Przedstawiciele władz ZHR twierdzili, że... |
| ------------------------------------------------------------------------------- | --- | --- |
| Intencja złożenia wniosku w Urzędzie Patentowym                                 | Zastrzeżenie słowno-graficznego znaku „Czuwaj” (krzyża harcerskiego) w Urzędzie Patentowym RP wynikło z chęci uchronienia go przed jego gospodarczą eksploatacją przez podmioty nieuprawnione, niezwiązane z ruchem harcerskim, ustrzeżenia się przed bezprawnym i niegodnym wykorzystaniem wizerunku Krzyża Harcerskiego na wolnym rynku. Celem ZHP nie jest zawłaszczenie symbolu krzyża harcerskiego, lecz umożliwienie korzystania z niego także innym organizacjom harcerskim, pomimo że prawo do tego symbolu stanowi własność ZHP. | Wniosek patentowy złożony przez ZHP w 2000 był przedłożony w złej wierze, bo wiadomo było, że znak krzyża harcerskiego wykorzystywany był i jest także przez inne organizacje harcerskie. |
| Uzasadnienie prawa do ochrony                                                   | Jako organizacja o najdłuższym rodowodzie ZHP czuje się odpowiedzialny za dbanie o godność krzyża harcerskiego. Krzyż harcerski jako odznaka organizacyjna Związku Harcerstwa Polskiego został zatwierdzony podczas zjazdu zjednoczeniowego, który odbył się w 1918 w Lublinie. ZHP, który istnieje nieprzerwanie w sensie prawnym od 1918, jest jedynym podmiotem, któremu przysługuje prawo do krzyża harcerskiego, a w konsekwencji prawo do zarejestrowania i ochrony tego symbolu. | ZHP nie powinien mieć wyłącznego prawa do krzyża harcerskiego, ponieważ zarówno przed II wojną światową, w czasie wojny, jak i po 1945 krzyż był legalnie i w szerokim zakresie używany przez liczne organizacje harcerskie. |
| Kwestia potwierdzenia prawa ZHP do krzyża harcerskiego w przepisach państwowych | Art. 46 ustawy z dnia 7 kwietnia 1989 r. Prawo o stowarzyszeniach stanowił, że: ZHP zachowuje dotychczasowe uprawnienia do posługiwania się nazwą mundurem, odznakami i symboliką harcerską. Uprawnienia ZHP w tym zakresie nie mogą być naruszane przez inne stowarzyszenia. W opinii ZHP przepis ten nie nadawał mu tego prawa, lecz jedynie potwierdził ustawowo prawo do wyłączności na posługiwanie się m.in. mundurem i odznakami. Uprawnienie ZHP do krzyża harcerskiego istniało również wcześniej – wynika ono m.in. z załącznika do zarządzenia Ministra Spraw Wewnętrznych z dnia 4 kwietnia 1989 r. (Monitor Polski nr 10/1989 poz. 82) i opublikowanego w nim Statutu ZHP. W 1990 ustawodawca nowelizując Prawo o stowarzyszeniach (wykreślono art. 46) zrezygnował jedynie z ustawowego potwierdzenia praw do krzyża harcerskiego, jednak krzyż nadal pozostaje własnością ZHP. Gdyby wolą ustawodawcy było rozszerzenie uprawnień do krzyża na inne organizacje harcerskie, treść art. 46 nie zostałaby wykreślona, ale zmieniona. | W opinii ZHR monopol ZHP na używanie krzyża został ustawowo zniesiony w 1990, wraz z nowelizacją ustawy Prawo o stowarzyszeniach. |
| Kwestia ciągłości prawnej ZHP                                                   | Zarzuty, jakoby ZHP nie posiadało ciągłości organizacyjnej z harcerstwem przedwojennym, nie znajdują oparcia ani w faktach historycznych, ani w argumentacji prawnej. Krzyż Harcerski jest odznaką organizacyjną Związku Harcerstwa Polskiego, począwszy od zjazdu zjednoczeniowego w 1918 w Lublinie, nieprzerwanie do dziś. | W ocenie ZHR istnieją wątpliwości co do ciągłości prawnej ZHP. W okresie tuż po II wojnie światowej ruch harcerski w Polsce został zlikwidowany, a ZHP zostało ponownie powołane do życia w 1956 na bazie struktur Związku Młodzieży Polskiej. Kontynuatorem przedwojennego ZHP jest Związek Harcerstwa Polskiego z siedzibą w Londynie (ZHPpgK), który formalnie powstał w 1946, ale z przedwojennym statutem. Na czele organizacji stanął wówczas Michał Grażyński, który przewodniczącym krajowego ZHP został wybrany jeszcze w 1938 i nigdy z tej funkcji nie został odwołany.                                                                                |
| Kwestie legalności rejestracji znaku                                            | | Nie było podstawy prawnej do przyznania Głównej Kwaterze ZHP prawa ochronnego na wzór krzyża harcerskiego. ZHR uznaje krzyż za tradycyjną odznakę ruchu harcerskiego w Polsce, a używanie takich odznak, tak jak tradycyjnego hymnu i symboliki harcerskiej, wpisane jest do Statutu ZHR, uchwalonego w 1989. |
| Symbol czy znak towarowy?                                                       | | Krzyż harcerski stanowi odznakę ruchu harcerskiego, znaną od 1913. Odznaka ta funkcjonowała i funkcjonuje w świadomości społecznej jako wyróżnik całego ruchu harcerskiego. Jest wielkim symbolem dla kilku pokoleń Polaków, jest dobrem wszystkich organizacji harcerskich, które się do tego dziedzictwa przyznają. Symbolika ruchu harcerskiego w Polsce nie powinna być uznawana i traktowana jako znak towarowy. Krzyż jako odznaka o charakterze symbolicznym w ogóle nie powinna podlegać prawu własności przemysłowej. ZHP jest organizacją wychowawczą, a nie przedsiębiorcą zajmującym się zawodowo i zarobkowo prowadzeniem działalności gospodarczej. |
| Możliwość korzystania z symbolu krzyża przez inne organizacje                   | ZHP nieustająco wyraża gotowość do prowadzenia rozmów z innymi organizacjami na temat prawa jego członków do używania Krzyża Harcerskiego. Władze ZHP nigdy nie podejmowały kroków, których celem byłoby uniemożliwienie korzystanie z niego innym organizacjom harcerskim, nie zakazywały innym organizacjom harcerskim posługiwania się nim. Wielokrotnie deklarowały w formie uchwał, że inne organizacje harcerskie mają prawo używać krzyża harcerskiego dla własnych celów organizacyjnych. ZHP proponował udzielanie innym organizacjom pełnej, nieodpłatnej i nieograniczonej w czasie licencji na używanie znaku, mając na względzie niemal stuletnią historię krzyża harcerskiego jako odznaki organizacji ZHP. | Monopolizacja wizerunku krzyża harcerskiego zmierza do zniweczenia swobody posługiwania się nim przez wiele organizacji harcerskich i jest działaniem nagannym, sprzecznym z dobrymi obyczajami i z zasadami współżycia społecznego. W sytuacji, gdy jest to wspólna odznaka kilku organizacji harcerskich, rejestracja takiego znaku towarowego przez jedną z nich musiałaby być poprzedzona uzyskaniem zgody pozostałych uprawnionych. Udzielanie przez ZHP licencji na najważniejszy symbol harcerski jest dla ZHR nie do przyjęcia. |
| Opinie o możliwościach rozwiązania sporu                                        | Rzecz polega na tym, by uznać, że równe prawo do podejmowania decyzji i zarządzania naszym dziedzictwem ma kilka podmiotów harcerskich (Michał Senk) W zamyśle twórców, zgodnie z harcerskimi tradycjami, otrzymanie krzyża harcerskiego jest potwierdzeniem zobowiązania się do przestrzegania Prawa Harcerskiego, więc ma służyć jako symbol uznawanych i wcielanych w życie wartości, a nie odznaka organizacyjna. Byłoby zatem dobrze nie deprecjonować tego wychowawczego i ideowego charakteru krzyża na rzecz znaczka organizacji. Uznając przestrzeganie Prawa Harcerskiego za podstawę do posiadania krzyża, prostą konsekwencją jest przyjęcie, że będą używali go także harcerki i harcerze z ZHR. (...) Dzieląc się symbolem ruchu harcerskiego musimy pamiętać, że jest sprawą ważną, aby przyjęte rozwiązanie było honorowe dla wszystkich stron – takim pomysłem na pewno nie jest udzielanie licencji. Zadbajmy, aby ranga rozwiązania odpowiadała randze krzyża harcerskiego (Andrzej Starski)                                   | Właściwym rozwiązaniem byłoby to, co już wstępnie uzgodniliśmy, czyli zarejestrowanie Krzyża przez działające organizacje harcerskie na podstawie wielostronnego porozumienia. Zabawy w rejestrowanie znaków harcerskich sobie na przekór nie mają sensu (Tomasz Maracewicz) |

### Unieważnienie rejestracji
W wyniku rozpatrzenia sprawy 8 czerwca 2010 Kolegium Orzekające Urzędu Patentowego RP w Warszawie unieważniło rejestrację znaku towarowego "Czuwaj". Decyzja ta została ogłoszona podczas posiedzenia kolegium. W uzasadnieniu decyzji Urząd Patentowy RP stwierdził m.in., że: 
- Zgłoszenie przez ZHP znaku towarowego "Czuwaj" nastąpiło z naruszeniem ustawy o znakach towarowych.
- Działania ZHP zgłaszającego znak towarowy do rejestracji były sprzeczne z zasadami współżycia społecznego, wyznaczającymi granice zachowań ludzkich w taki sposób, aby zapewnić bezkonfliktowy porządek społeczny.
- Odznaka (krzyż harcerski) objęta była wcześniej monopolem ZHP, co wynikało wprost z przepisu art. 46 ustawy z 7 kwietnia 1989 r. Prawo o stowarzyszeniach[11], jednak po wejściu w życie zmieniającej ją ustawy z dnia 23 lutego 1990 r. artykuł ten został skreślony. Tym samym ZHP utracił możliwość ochrony krzyża harcerskiego na podstawie przyznanych wcześniej uprawnień. W opinii urzędu skreślenie art. 46 ustawy należy łączyć ze świadomym działaniem mającym na celu dopuszczenie innych organizacji harcerskich do symboli tradycyjnie używanych w tym środowisku. Zmiana przepisów ustawy Prawo o stowarzyszeniach miała na celu uchylenie monopolu w powyższym zakresie, ZHP uprawniony zgłoszeniem spornego znaku towarowego "Czuwaj" monopol ten sobie przywrócił wbrew ustawodawcy.
- Niezależnie od deklarowanych intencji ZHP jako uprawnionego uzyskane prawo nie tylko ogranicza możliwość używania krzyża harcerskiego, ale uzależnia to używanie od uprawnionego. Ogranicza to prawa pozostałych organizacji, które powinny mieć nie tylko równy dostęp do odznaki, ale i równe prawa, niezagrożone potencjalną zmianą decyzji jednego uprawnionego podmiotu wobec pozostałych.
- Ochrona krzyża harcerskiego być może powinna zostać uzgodniona przy udziale całego środowiska harcerskiego, nie może ona prowadzić do zabezpieczenia praw poprzez uzyskanie indywidualnego prawa ochronnego na znak towarowy.
- Ocena złej wiary ZHP jako zgłaszającego znak towarowy pozostaje szczególnie trudna.
- Nie naruszono art. 8 pkt 2 i pkt 5 ustawy o znakach towarowych, które nie znajdują zastosowania w tej sprawie – m.in. krzyż harcerski nie należy do oznaczeń, których rejestracja powinna zostać poprzedzona zgodą właściwego organu państwowego lub właściwej jednostki organizacyjnej.

### Skarga na decyzję Urzędu Patentowego RP
ZHP reprezentowany przez rzecznika patentowego wniósł skargę na tę decyzję do Wojewódzkiego Sądu Administracyjnego w Warszawie. Zarzucił urzędowi patentowemu naruszenie przepisów kodeksu postępowania administracyjnego – brak dokładnego wyjaśnienia stanu faktycznego sprawy i poczynienie błędnych ustaleń faktycznych, brak zebrania i rozpatrzenia całego materiału dowodowego, niewłaściwe i niewyczerpujące uzasadnienie wydanej decyzji, a także naruszenie prawa materialnego poprzez błędną wykładnię (sprzeczność zasad współżycia społecznego powinna odnosić się do znaku towarowego, a nie do działań zgłaszającego) oraz niewłaściwe zastosowanie przepisów ustawy o znakach towarowych, prawa własności przemysłowej i ustawy Prawo o stowarzyszeniach. W opinii ZHP Urząd Patentowy nie wziął pod uwagę informacji i dowodów dotyczących powstania krzyża harcerskiego, genezy ZHP i jego ciągłości historycznej, a rozpatrując konsekwencje zmian ustawy Prawo o stowarzyszeniach nie uwzględnił kontekstu uwarunkowań historycznych, które jednoznacznie wskazują na ZHP jako właściciela praw do krzyża harcerskiego. Ponadto zdaniem ZHP urząd błędnie zinterpretował intencje ustawodawcy, gdyż w Prawie o stowarzyszeniach, który w 1990 zrezygnował jedynie z potwierdzenia w ustawie praw do krzyża harcerskiego, ale ich nie odebrał – gdyby wolą ustawodawcy było rozszerzenie uprawnień do krzyża na inne organizacje harcerskie, treść przepisu nie zostałaby wykreślona, ale zmieniona.
W odpowiedzi Urząd Patentowy RP wniósł o oddalenie skargi, podtrzymując swoje wcześniejsze stanowisko.

### Rozstrzygnięcie sądu
14 kwietnia 2011 Wojewódzki Sąd Administracyjny w Warszawie oddalił skargę. Sąd uznał, że: 
- Zaskarżona decyzja Urzędu Patentowego RP nie narusza przepisów prawa w stopniu mogącym mieć istotny wpływ na wynik sprawy. W toku postępowania urząd nie dopuścił się istotnych uchybień formalnych.
- Urząd Patentowy prawidłowo ustalił stan faktyczny sprawy, należycie ocenił zgromadzony w toku postępowania spornego materiał dowodowy, dokonał jego pełnej analizy i w konsekwencji zasadnie unieważnił prawo ochronne na sporny znak towarowy.
- Niedopuszczalna jest rejestracja znaku towarowego, który jest sprzeczny z obowiązującym prawem lub zasadami współżycia społecznego, przy czym sprzeczność ta dotyczyć ma nie tylko samego znaku (jego treści), lecz także działań zgłaszającego i ich zamierzonego skutku. Zdaniem sądu urząd patentowy zasadnie uznał, że rejestracja zgłoszonego przez ZHP znaku towarowego "Czuwaj", przedstawiającego w istocie jeden z najistotniejszych symboli ruchu harcerskiego - krzyż harcerski, narusza zasady współżycia społecznego - zasadę swobody dostępu organizacji harcerskich do symboli i odznaczeń harcerskich tradycyjnie stosowanych przez te organizacje. ZHP zgłaszając i uzyskując prawa ochronne na sporny znak towarowy "Czuwaj", ograniczył prawa pozostałych organizacji harcerskich. Takie działanie strony skarżącej, niezależnie od deklarowanych przez nią intencji owego zgłoszenia oraz wyrażenia chęci porozumienia się co do sposobu korzystania ze znaku (propozycja bezpłatnej i bezterminowej licencji), należy określić jako naganne.
- Urząd Patentowy RP słusznie przyjął, że: 
  - Organizacje skupione w ruchu harcerskim powinny mieć równy dostęp do odznaki (symbolu krzyża harcerskiego) ale i równe prawa w tym zakresie, niezagrożone potencjalną zmianą decyzji jednego podmiotu (uprawnionego z prawa ochronnego na znak towarowy) wobec pozostałych organizacji.
  - Zgłoszenie spornego znaku towarowego naruszyło zasadę swobodnego dostępu do symboli i odznaczeń harcerskich tradycyjnie stosowanych przez te organizacje. Wspomniana zmiana przepisów ustawy Prawo o stowarzyszeniach miała na celu uchylenie monopolu ZHP w powyższym zakresie, to w pewnym sensie - wbrew intencjom ustawodawcy - uprawniony z rejestracji zgłoszonego znaku towarowego CZUWAJ ów monopol sobie przywrócił.
  - Ochrona Krzyża harcerskiego, (która być może powinna zostać uzgodniona przy udziale całego środowiska harcerskiego) nie może w żadnym wypadku prowadzić do zabezpieczenia praw poprzez uzyskanie indywidualnego prawa ochronnego na znak towarowy.
- Zarzuty ZHP nie są trafne.

W ocenie Sądu należy wyraźnie wskazać, iż z przedstawionego w toku postępowania spornego rysu historycznego wynika, że mając na względzie zarówno powstanie samej idei skautingu, jak również dalsze dzieje harcerstwa na ziemiach polskich, w tym przedwojenne dzieje harcerstwa, piękną kartę ruchu harcerskiego w latach wojny i okupacji [...], a także nie zapominając o powojennych, jakże zagmatwanych i niełatwych, ale zarazem pięknych losach harcerstwa w kraju i na obczyźnie – wynika bezspornie, że jednym z podstawowych symboli ruchu harcerskiego jest Krzyż harcerski.

W tej sytuacji, zdaniem Sądu, należy zgodzić się zarówno z organem, jak i ze sprzeciwiającym się spornej rejestracji podmiotem – Związkiem Harcerstwa Rzeczypospolitej, że prawo do tej odznaki, do tego symbolu całego ruchu harcerskiego, jakim jest Krzyż harcerski – mają wszystkie organizacje harcerskie, które w ramach swojego działania statutowego nawiązują i realizują w praktyce fundamentalne zasady harcerstwa.